# Edinburgh University Rugby Football Club
Edinburgh University Rugby Football Club est un club de rugby à XV basé à Édimbourg, en Écosse, représentant l'université d'Édimbourg.

## Histoire

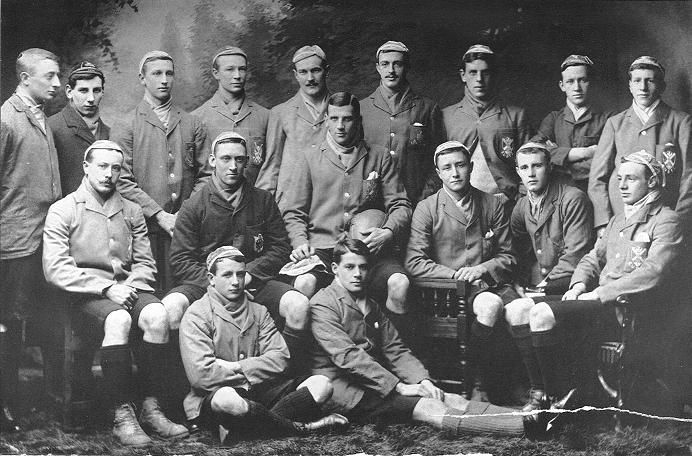
L'équipe de rugby de l'université d'Édimbourg, en 1901.

Créé en 1857, le club dispute son premier match en décembre 1857,. Représentant l'université d'Édimbourg, il contribue au développement du rugby-football en Écosse, comme toutes les équipes scolaires et universitaires écossaises.
Après le match entre l'Écosse et l'Angleterre de 1871, première rencontre internationale de l'histoire, le club adhère à la Rugby Football Union, fédération fondée en Angleterre afin de codifier les règles du rugby-football. Au soir de la troisième rencontre entre les deux équipes nationales, il est l'un des huit clubs fondateurs de la Scottish Football Union, dédiée à l'organisation du rugby en Écosse,.

## Rivalité avec University of St Andrews RFC
Les clubs universitaires de Edinburgh University RFC et de University of St Andrews RFC se rencontrent régulièrement depuis les années 1860. D'abord à un rythme irrégulier, le match est organisé annuellement à partir des années 1870, bien que plusieurs occurrences ont été annulées, notamment pour des conditions météorologiques. Depuis 2011, il est disputé sous le titre de Scottish Varsity Match ; un équivalent féminin est quant à lui organisé à partir de 2014.

## Joueurs emblématiques
Durant son histoire, le club a formé de nombreux internationaux, avec environ 55 écossais, 12 irlandais, et 5 anglais.